# À la bonne heure (Québec)
Pour les articles homonymes, voir À la bonne heure.
À la bonne heure (orthographié À la bonn'heure) est une émission de télévision matinale québécoise diffusée du 1er septembre 1975 au 1er juin 1979, initialement sur Télé-Métropole, puis rejointe par d'autres stations du réseau TVA (dont Télé-7 Sherbrooke et CHEM-TV Trois-Rivières) dès l'hiver 1977.

## Synopsis
Émission matinale.

## Présentateurs et chroniqueurs
- Yves Corbeil
- Jacques Désormeaux
- Jacques Duval
- Claude Émond
- Fernand Gignac
- Roger Gosselin
- Yoland Guérard
- Robert Lemay
- Claude Mailhot
- Aimé Major
- Cécile Moslener
- Claude Poirier